# Ángeles Goyanes
Ángeles Goyanes es una escritora española nacida en Madrid, donde reside actualmente.
Es licenciada en Geografía e Historia y diplomada en Turismo, conocimientos que aprovecha para la ambientación de sus obras. En ellas cultiva la fantasía, el terror y el género histórico.
Además de diversos relatos, artículos de prensa y de investigación, ha publicado las novelas La Concubina del Diablo, considerada como la primera novela gótica española,[cita requerida] (2001), la novela histórica El Maestro Envenenador (Akrón, 2009), cuya trama tiene lugar en la Italia del Renacimiento con Leonardo Da Vinci como protagonista, Herencia Maldita, Misterio en el Nilo, Los Hijos del Ángel, El lbro de magia, mi primer amor y los perros asesinos y Juego de dioses.

## Novelas publicadas
- La Concubina del Diablo (2001).[2]
- El Maestro Envenenador (2009).[3]
- Herencia Maldita (2010).[4]
- Los Hijos del Ángel (2011).[5]
- Misterio en el Nilo (2011).[6]